# Kintetsu Gose-lijn
De Kintetsu Gose-lijn  (近鉄天理線; Kintetsu Tenri-sen) is een lokale spoorlijn tussen de steden Katsuragi en Gose in Japan. De lijn maakt deel uit van het netwerk van Kintetsu in de prefectuur Nara en vormt een verbinding tussen de Minami Osaka-lijn en de stad Gose. De lijn wordt vooral gebruikt door forenzen en voor toeristen naar Mount Katsuragi.

## Geschiedenis
De spoorlijn werd geopend door de Osaka Electric Railway Co. in 1930 met 1500 V gelijkstroom, en werd overgenomen door Kintetsu in 1944.

## Treindiensten
- Junkyū (準急, sneltrein) rijdt alleen van Kintetsu Gose naar Osaka Abenobashi.
- Futsu (普通, stoptrein) stopt op elk station, rijdt door tot Osaka Abenobashi.

## Stations
| Station                                                    | Japans   | Verbindingen                         | Stad      | Prefectuur |
| ---------------------------------------------------------- | -------- | ------------------------------------ | --------- | ---------- |
| Richting Station Osaka Abenobashi via de Minami-Osaka-lijn |          |                                      |           |            |
| Shakudo                                                    | 尺土     | Kintetsu: Minami-Osaka-lijn          | Katsuragi | Nara       |
| Kintetsu Shinjō                                            | 近鉄新庄 |                                      | Katsuragi | Nara       |
| Oshimi                                                     | 忍海     |                                      | Katsuragi | Nara       |
| Kintetsu Gose                                              | 近鉄御所 | JR West: Sakurai-lijn (station Gose) | Gose      | Nara       |